# Gary Johnson
Gary Earl Johnson (sinh ngày 1 tháng 1 năm 1953) là một doanh nhân người Mỹ, cựu Thống đốc Bang New Mexico và là ứng cử viên Đảng Tự do trong cuộc bầu cử tổng thống Hoa Kỳ, 2012. Johnson từng là Thống đốc thứ 29 của Bang New Mexico từ 1995 đến 2003 như là một thành viên của Đảng Cộng hòa Hoa Kỳ. Ông còn được biết đến với quan điểm chủ nghĩa tự do và cắt giảm thuế . Ông thường xuyên tham gia cuộc đua Marathon vượt chướng ngại vật (triathlons).
Johnson đã thành lập công ty xây dựng lớn nhất New Mexico. Ông gia nhập chính trị lần đầu tiên bằng cách ứng cử cho Thống đốc Bang New Mexico vào năm 1994 với khẩu hiệu bảo thủ về mặt tài chính, cắt giảm thuế, chống tội phạm. Ông đánh bại đương nhiệm thuộc đảng Dân chủ Hoa Kỳ là Bruce King 50% trên 40%. Ông đã cắt giảm 10% tăng trưởng ngân sách hàng năm bằng cách sử dụng quyền phủ quyết của ông thống đốc 200 lần trong sáu tháng đầu tiên của mình trong văn phòng. Việc sử dụng quyền phủ quyết hai nhiệm kỳ của ông mang lại cho ông biệt danh "Thống đốc Quyền phủ quyết".
Johnson đã tái đắc cử vào năm 1998, chiến thắng 55% trên 45%. Trong nhiệm kỳ thứ hai của mình, ông tập trung vào vấn đề cải cách trường học, cũng như vận động xóa bỏ kết án người sử dụng cần sa. Trong nhiệm kỳ làm thống đốc của mình, Johnson tôn trọng một chính sách chống thuế và chống quan liêu, thiết lập nhà nước và các hồ sơ quốc gia sử dụng quyền lực phủ quyết ủa ông. Johnson không thể tái tranh cử vào cuối nhiệm kỳ thứ hai của mình.
Ngày 21 tháng 4 năm 2011, Johnson tuyên bố tái tranh cử Tổng thống với tư cách là một ứng cử viên của đảng Cộng hòa.
Ngày 28 tháng 12 năm 2011, ông đã rút ứng cử của mình cho sự đề cử của Đảng Cộng hòa và tuyên bố ông sẽ tiếp tục chiến dịch vận động tranh cử tổng thống của mình như là một ứng cử viên của Đảng Tự do.
Là một người đam mê thể thao, Johnson tham gia trong một số cuộc đua vượt chướng ngại vật, và ông đã từng leo lên đỉnh Everest tháng năm 2003.